# Macross Zero
Macross Zero (マクロス ゼロ Makurosu Zero?) es una OVA de 5 episodios lanzado entre 2002 y 2004. Es precuela oficial y directa del anime The Super Dimension Fortress Macross (1982).

## Argumento
Macross Zero está ambientada en una realidad alterna, entre los años 2007 al 2008, tiempo antes de la primera guerra contra los gigantes Zentradi (eventos relatados en la serie Macross original), en el Pacífico Sur, donde nueve años antes cayó una nave alienígena en la tierra, la cual fue reconstruida y bautizada más adelante como SDF-Macross.
En medio de las batallas finales de la Guerra de Unificación entre las fuerzas de U.N. Spacy (Naciones Unidas) y las de la Alianza Anti-UN (anti Naciones Unidas o también llamados antinacionalistas), un joven piloto de un F-14 de la U.N. llamado Shin Kudō es derribado por un misterioso caza que posee la capacidad de transformarse en un robot humanoide. Kudō alcanza a eyectarse de la aeronave, esta se estrella en el mar cerca de una isla conocida como Mayan, situada en medio del Pacífico. Shin llega inconsciente a la playa de la Isla. Allí es protegido por la chamán de la isla, una bella y enigmática mujer de nombre Sara, quien conoce todos los secretos, misterios y leyendas sobre los Hombres Pájaro creados por la misteriosa "Protocultura".
Kudō vuelve a la flota y se une al Escuadrón Skull, comandado por Roy Focker, quien pilota el VF-0S (el Líder Skull). Sin embargo, en Mayan se encuentra oculto material relacionado con la nave espacial alienígena. Los habitantes de Mayan quedan atrapados en medio de la pelea entre las fuerzas de U.N. y Anti-U.N. por obtener y controlar la tecnología alienígena de la "Protocultura", una antigua, poderosa y avanzada civilización extraterrestre ya desaparecida que creó a la raza humana (y a los Zentradi) y que poseía un imperio que dominaba la galaxia.

## Producción
El OVA fue creado para conmemorar el 20 aniversario de la franquicia Macross en Japón durante el 2002. El anime fue elaborado por Estudio Nue y dirigido por Shoji Kawamori y producido por Satelight, con diseños de mechas por Kawamori, Kazutaka Miyatake y Junya Ishikagi.

## Episodios
| Nº | Título original | Título traducido                               |
| -- | --------------- | ---------------------------------------------- |
| 1  | 海と風と        | El Océano, el Viento y...                      |
| 2  | 地上の星        | Estrellas en la Tierra                         |
| 3  | 蒼き死闘        | Batalla Azul y Desesperada                     |
| 4  | 密林            | Jungla                                         |
| 5  | 鳥の人          | HOROBI NO UTA (Lit. La canción de destrucción) |

## Personajes
Shin Kudō
Es de la segunda generación de japonés-estadounidenses y perdió a sus padres en la Guerra de las Naciones Unidas. Se hizo piloto de la Armada de los Estados Unidos antes de entrar en las Fuerzas de las Naciones Unidas. Al ser derribado sobre la isla Mayan, se encuentra una chica local llamada Sara Nome y su hermana Mao. Aunque joven, brusco y cohibido por su corta estatura comparado con otros pilotos, se caracteriza por su orgullo, frialdad y soberbia al momento de entrar en combate. Hasta ahora, solo ha conocido la guerra en toda su vida. Voz: Kenichi Suzumura.
Sara Nome
Sara es la encargada de proteger el legado más preciado de la isla, una leyenda con miles de años de antigüedad que se ve amenazada por la crueldad de la guerra. Ha crecido en una familia de chamanes, en contacto cercano con la naturaleza y se opone completamente a la modernización de la isla. Es capaz de escuchar la "Canción de la Tierra", canción que con el paso del tiempo, se ha convertido en un llanto. Su resentimiento contra la guerra se extiende también a los combatientes como Shin Kudō, a quien acusa de traer la destrucción de la isla y los suyos. Voz: Sanae Kobayashi. Al ser una chamán entre los Mayan ella y sus cantos son los únicos capaces de controlar el poder del misterioso "Hombre Pájaro".
Mao Nome
La hermana menor de Sara, caracterizada por su alegre e irreverente actitud. Contraria a las creencias de su hermana, Mao considera que la gente de la isla necesita mejor tecnología para sobrevivir. Al igual que sus ancestros puede percibir las señales de la naturaleza, aunque en menor grado que Sara. Para disgusto de su hermana mayor, Mao no duda en mostrar su interés por Shin, quien además de mostrarle el "mundo exterior", le dará el valor necesario para hacer ir a la batalla que se avecina. El personaje aparece de nuevo, como adulto mayor, en Macross Frontier (2008), serie en la cual se muestra que será la abuela de la cantante Sheryl Nome. Voz: Yuuka Nanri.
Edgar La Salle
Es uno de los pocos amigos que posee Shin Kudō, además de su copiloto, encargado de la intercepción aérea. Al contrario de Shin, es alegre y bromista. Nunca es aclarado si posee alguna relación con Claudia La Salle. Voz: Sosuke Komori.
Aries Turner
Investigadora de las Fuerzas de las Naciones Unidas, asignada al Asuka II. Es conocida por su inteligencia y trabaja principalmente en estudios evolutivos biológicos y extraterrestres. Ocasionalmente sufre de estado anímicos depresivos y a veces se malhumora debido a su tensión arterial baja. Estudia y da seminarios sobre la investigación de la Protocultura emprendida por las Naciones Unidas. Conoció a Roy Focker en el pasado, antes de los eventos relatados en Macross Zero. Voz: Naomi Shindoh.
Roy Focker
Voló por primera vez como piloto en el circo aéreo del padre de Hikaru Ichijo hasta entrar en las Fuerzas de las Naciones Unidas como piloto de combate. En el pasado, fue discípulo de D.D Ivanov. Después del fin de la guerra, se involucró en el desarrollo del proyecto VF-X-1 (predecesor al VF-1 Valkyrie), y comandó la primera unidad de cazas variables de la U.N.Spacy. Su experiencia le ganó el mando del VF-1 Escuadrón Skull a bordo del portaaviones CVS-101 Prometheus. Aparece con posterioridad en la serie Macross original. Voz: Akira Kamiya (mismo de la serie original).
D.D. Ivanov
Piloto del caza variable SV-51 junto con su compañera de ala Nora Polyansky. Ha estado peleando por todo el mundo incluso antes del principio de la Guerra de las Naciones Unidas. Inicialmente era piloto de pruebas principal de la serie VF e instructor de Roy Focker, pero desertó a la Alianza Anti-Naciones Unidas llevándose los datos de desarrollo del VF-X-1. Voz: Ryūzaburō Ōtomo.
Nora Polyansky
Piloto del caza variable SV-51 para la Alianza Anti-Naciones Unidas. Vuela como compañera de ala de D.D. Ivanov. Es conocida por sus oponentes por ser silenciosa, tenaz, fría y cruel. Culpa a las Fuerzas de las Naciones Unidas por la muerte de sus padres y haber sido violada, además de la grave cicatriz en su pecho. Voz: Minami Takayama.
Katie
Katie es una infante de marina de las Fuerzas de las Naciones Unidas. Debido a su experiencia en combate, fue asignada al entrenamiento del equipo del VF-0. Voz: Romi Paku.
Comandante Robert
Jefe de la agrupación de combate Asuka II enviada a la Isla Mayan a encontrar el AFOS. Es de los pocos del grupo que conoce la Operación Iconoclastia, la cual lleva a cabo para la destrucción del Hombre Pájaro.
Raizou Nakajima
Oficial en jefe del departamento de mantenimiento aéreo del portaaviones CVN-99 Asuka II. La afinación de los motores de reacción convencionales del VF-0 ha puesto sus habilidades mecánicas a prueba. Considera sus aviones y su mantenimiento sobre todo lo demás. En Macross Delta se revela que tiene descendencia, en la forma de la integrante de Walküre, Makina Nakajima, siendo presumiblemente su tatara nieta. Voz: Kinryuu Arimoto.
Nutuk
Es el misterioso anciano Mayan cuya edad desmiente su naturaleza agresiva y vivaz. Puede ver las estrellas incluso al mediodía, y recita leyendas de los Hombres Pájaro a los niños Mayan. Voz: Tamio Ōki.
Dr. Hasford
Es un viejo científico que defendió la "Hipótesis de la Interferencia de la Protocultura" que postula que una antigua civilización extraterrestre ejerció una influencia en la evolución de vida de la Tierra y en los humanos. Viajó a la isla Mayan en el pasado para demostrar esta idea. Como mentor de Aries Turner, ejerció una profunda influencia en sus esfuerzos de descubrir los secretos Mayan. Voz: Nachi Nozawa.
El Hombre Pájaro
Bautizado por los científicos de la U.N. Spacy con el nombre código "AFOS" (Artefacto del Espacio Exterior), en realidad es un antiguo, muy poderoso, avanzado y destructivo mecha creado por la "Protocultura", una antigua civilización extraterrestre ya extinta que poseía un imperio que dominaba la galaxia. Los miembros de la Protocultura crearon a los seres humanos y dejaron al Hombre Pájaro en la Tierra para supervisar su evolución y acabar con los hombres en caso de que se volvieran belicosos y hostiles como los gigantes Zentradi. Los miembros de la tribu Mayan, al poseer sangre y genes más parecidos a los de la Protocultura, pueden controlar su poder mediante sus cantos tribales.

## Soundtracks
Finales:
1. ARKAN / Holy Raz
2. Life Song / Holy Raz, Yen Chang
3. yanyan / Yuuka Nanri
4. Forest Song / Kuniaki Haishima

Cap. 5:
- HOROBI NO UTA / Holy Raz

Macross Zero Original Soundtrack 1
```
Kuniaki Haishima
Includes background music and "Arkan" 
ending
 theme song sung by Holy Raz
Track Title Voice
1 Life Song Yutaka Fukuoka & Holy Raz
2 ARKAN?`part1?` Holy Raz
3 VF-Zero
4 Bird People
????l
5 Sky Shine
6 Forest Song
7 Welcome
8 Wind of the Perished
?l???
9 Sea Sage
?C??
10 counter clockwise
11 crack radio
12 MAO
13 Totem Spell
14 GAN BORA
15 Prayer
16 MAYAN
17 ARKAN?`part2?` Holy Raz
```

Macross Zero Original Soundtrack 2
```
Kuniaki Haishima
Track Title Voice
1 yanyan?`japanese version Yuuka Nanri
2 ground operation
3 HOROBI NO UTA
SONG OF THE PERISHED Holy Raz ?? Fumio Onuki
4 MORI NO UTA
SONG OF THE FOREST
5 God territory
6 airborne troops
7 up ward
8 oneself done
9 charge
10 alpha
11 mystic air Holy Raz
12 across the sea
13 MACROSS track
14 HOROBI-2
PERISHED-2 Holy Raz ?? Fumio Onuki
15 yanyan?`mayan version Yuuka Nanri
```

## Secuelas
- The Super Dimension Fortress Macross (1982)
- The Super Dimension Fortress Macross: Do You Remember Love? (1984)
- Macross Flashback 2012 (1987)
- Macross Plus (1994)
- Macross 7 (1994)
- Macross Frontier (2008)
- Macross Delta (2016)
- Macross II (1992)